# シェイプUPガールズ
シェイプUPガールズ（シェイプアップガールズ）は、日本の女性タレントグループ。オスカープロモーション所属。

## 概要
同じ所属事務所から先にデビューしていたC.C.ガールズがセクシーさをアピールしていたのに対して、「美と健康」をテーマに掲げ、1994年にデビュー。『週刊プレイボーイ』1994年7月19日号の表紙とグラビアを飾りメディア初登場。先輩のC.C.ガールズと違い、音楽活動はしなかった。
2000年以降はグループとしての活動はなく、事実上解散した。

## メンバー
- 梶原真弓（かじわら まゆみ、1967年2月12日 - ）
- 中島史恵（なかじま ふみえ、1968年6月14日 - ）
- 三瀬真美子（みせ まみこ、1969年9月17日 - ）
- 今井恵理（いまい えり、1971年1月26日 - ）

今井以外は現在もオスカープロモーションに所属。

## 出演

### テレビ番組
- TVダイジェスト（1994年10月 - 1995年3月、テレビ朝日）
- 燃えろ!アトランタ王（1996年1月 - 9月、テレビ朝日）
- ミッドナイトマーメイド（1997年1月 - 7月、テレビ朝日）
- インフォソナー シェイプUPグレード（1997年8月 - 9月、テレビ朝日）
- もっと遊びたい!（1998年4月 - 9月、テレビ東京）

### その他
- 第45回NHK紅白歌合戦（NHK総合・ラジオ第1）
西城秀樹の「YOUNG MAN (Y.M.C.A.)」にバックダンサーとして出演。
- 24時間テレビ（日本テレビ系）
- 釣り・ロマンを求めて（テレビ東京）
- アイドルオンステージ（NHK BS2）
- スターどっきり（秘）報告（フジテレビ系）
- ドキッ!丸ごと水着 女だらけの水泳大会（フジテレビ系）
- とんねるずのみなさんのおかげです（フジテレビ系）
- 志村X（フジテレビ系）
- ものまねバトル（日本テレビ系）
- バリキン7 賢者の戦略（TBS系）
- すてきな出逢い いい朝8時（毎日放送制作TBS系）

### 映画
- 泥棒貴族ボディハンター（1996、ミュージアム）

- 泥棒貴族ボディハンター　キャット危機一髪（1997、ミュージアム）

### CM
- 日本食研「はつらつ館 いきいきサラダ」

## 出版
グループ名義での作品のみ記述する。

### 写真集
- SUPER BODY（1994年11月、ソニー・マガジンズ）ISBN 4789709264 撮影：斉藤清貴
- ZIPPY!!（1995年10月、近代映画社）ISBN 4764817748 撮影：根本好伸
- VIVACE（1996年7月、近代映画社）ISBN 4764817934 撮影：木村智哉　（オール水着写真集）
- Best of シェイプUPガールズ（2000年12月、近代映画社）ISBN 4764819341

### 映像
- ぷるるんwithシェイプUPガールズ（1997年1月、ジェイ・ウィング・PlayStation用ソフト）